# Chrysillini
Chrysillini (лат.) — триба пауков из семейства пауков-скакунчиков (Salticidae). Ранее рассматривалась в ранге подсемейства Heliophaninae. Космополитное распространение. Около 400 видов.

## Описание
Пауки-скакунчики, у которых глаза расположены в 3 ряда. Голени с одним крупным апофизисом (отростком) или с двумя маленькими; на бедре один крупный апофизис. Сперматека и семяпроводы простые, сильно склеротизированные.
Некоторые представители (например, Phintella piatensis) образуют мирмекофильную ассоциацию с древесными муравьями-ткачями (Oecophylla smaragdina) для защиты от более опасных хищных пауков-плеваков (Scytodes, Scytodidae). 
- Orsima ichneumon
- Icius hamatus
- Cosmophasis baehrae
- Epocilla calcarata
- Heliophanus capensis

## Систематика
Одна из крупнейших групп пауков-скакунов (Salticidae). Известно около 30 родов и более 600 видов.

### Классификация (с 2015 года)
В 2015 году канадский арахнолог Мэддисон провёл полную реклассификацию всего семейства пауков-скакунчиков, часть групп расформировал и определил подсемейство Heliophaninae в ранге трибы Chrysillini в составе подсемейства Salticinae. Триба включена в состав клады Salticoida/Saltafresia. Род Bacelarella Berland & Millot, 1941 в новой классификации рассматривается в составе трибы Aelurillini из клады Saltafresia/Simonida (Salticinae); род Carrhotus Thorell, 1891 — в составе трибы Salticini из клады Saltafresia/Simonida (Salticinae); род Ceglusa Thorell, 1895 рассматривается в статусе Salticidae incertae sedis. Также с 2015 года название Heliophaninae Petrunkevitch, 1928 рассматривается в качестве младшего синонима более старшего имени Chrysillini (Chrysilleae Simon, 1901).

### Классификация Heliophaninae (до 2015)
Таксон Heliophaninae был выделен в 1928 году русско-американским зоологом академиком Александром Ивановичем Петрункевичем (1875—1964). К 2010 году группа включала 28 родов и более 400 видов, большая часть которых принадлежит роду Heliophanus C. L. Koch, 1833 (147). Род Chrysilla и другие иногда выделяют в отдельное подсемейство Chrysillinae, а также в Hasariinae
- Bacelarella Berland & Millot, 1941 — Африка (7 видов)
- Carrhotus Thorell, 1891 — Африка, Мадагаскар, Палеарктика, Азия (23)
- Ceglusa Thorell, 1895 — Мьянма (1)
- Chrysilla Thorell, 1887 — Африка, Азия, Австралия (6)
- Cosmophasis Simon, 1901 — Африка, Азия, Австралия (46)
- Echinussa Simon, 1901 — Мадагаскар (3)
- Epocilla Thorell, 1887 — Азия, Сейшеллы, Гавайи, Маврикий (8)
- Festucula Simon, 1901 — Африка (3)
- Hakka Berry & Prószynski, 2001 — Китай, Япония, Гавайи (1)
- Helicius Zabka, 1981 — Россия, Корея, Бутан, Япония (5)
- Heliophanillus Prószynski, 1989 — Европа, Азия, Йемен, Сокотра (3)
- Heliophanoides Prószynski, 1992 — Индия, Бутан (3)
- Heliophanus C. L. Koch, 1833 — Африка, Евразия, Австралия (147)
- Helvetia Peckham & Peckham, 1894 — Америка, Галапагосы (7)
- Icius Simon, 1876 — Африка, Евразия, Америка, Микронезия (27)
- Jaluiticola Roewer, 1944 — Маршалловы острова (1)
- Maltecora Simon, 1910 — Принсипи и Сан-Томе (Golfo di Guinea) (3 specie)
- Marchena Peckham & Peckham, 1909 — США (1)
- Matagaia Ruiz, Brescovit & Freitas, 2007 — Бразилия (1)
- Menemerus Simon, 1868 — Тропики и Европа (64)
- Natta Karsch, 1879 — Африка, Мадагаскар, Сан-Томе (2)
- Orsima Simon, 1901 — Африка, Азия (2)
- Paraheliophanus Clark & Benoit, 1977 — Остров Святой Елены (4)
- Phintella Strand, 1906 — Евразия, Африка (37)
- Pseudicius Simon, 1885 — Африка, Евразия (76)
- Tasa Wesolowska, 1981 — Китай, Корея, Япония (2)
- Theriella Braul & Lise, 1996 — Бразилия, Аргентина (3)
- Yepoella Galiano, 1970 — Аргентина (1)